# Adelaida de Susa
Adelaida de Susa (también Adelheid, Adelais o Adelina); 1016-19 de diciembre de 1091. Marquesa de Turín desde 1034 hasta su muerte. Trasladó el marquesado de Turín a Susa e instaló allí la corte.

## Vida
Hija de Ulrico Manfredo II, fue la última gobernante de la familia Arduinici. Adelaida heredó la mayor parte de las propiedades de su padre. Recibió propiedades en los condados de Turín, especialmente en el valle de Susa, Auriate, y Asti. También heredó propiedades, pero probablemente no autoridad condal en los condados de Albenga, Alba, Bredulo y Ventimiglia.
Se casó tres veces: con Hermán IV de Suabia (1037), con Enrique de Montferrato (1041), y con Otón I de Saboya (1046).

## Hijos
En 1034, tras la muerte de su hermano y padre, Adelaida, como hija mayor, heredó la mayor parte de las propiedades de la Casa de Arduinichi. Se convirtió en propietaria de Ivrea, Oryate, Aosta, Turín y la Margravina de Susa. El título de margrave en ese momento implicaba la participación en campañas militares. Por este motivo, el emperador Conrado II la casó con su hijastro, el duque de Suabia Herman IV , quien tomó el título de esposa y se convirtió en margrave de Turín y Susa. Se casaron en 1036, pero ya en 1038 la margrave quedó viuda. Su primer marido murió a causa de la peste en Nápoles sin dejar descendencia (en contra de lo que afirman sin documentar algunas fuentes).
Hacia 1040, Alelaida enterró a su madre y, dos años más tarde, el 29 de enero de 1042, se casó con el margrave Enrique de Montferrato. De este matrimonio tampoco tuvo hijos. 
Hacia 1045, Adelaida enviudó por segunda vez y pronto se volvió a casar con el conde Otón I de Saboya con quien tuvo cinco hijos:
- Pedro I de Saboya
- Amadeo II de Saboya
- Otón, obispo de Asti
- Berta de Saboya, casada con Enrique IV del Sacro Imperio Romano Germánico
- Adelaida (muerta en 1079), casada con Rodolfo de Rheinfelden